# NGC 7115
NGC 7115 este o galaxie situată în constelația Peștele Austral. A fost descoperită în 9 iulie 1885 de către Francis Leavenworth. Se află la o distanță de 25,47 de megaparseci de Pământ.